# 美川大橋
美川大橋（みかわおおはし）は、石川県白山市の手取川に架かる主要地方道金沢美川小松線の橋である。

## 諸元
- 左岸：石川県白山市湊町
- 右岸：石川県白山市美川南町
- 形式：鋼製桁橋[1]
- 橋長：398 m[1]
- 幅員：10 m[1]

## 沿革
前身の木橋は1907年頃に石川県に移管されるまで何竜橋（かりゅうはし）と呼ばれていた。1934年の大洪水で流失した後はコンクリート製のRCカンチレバー桁橋（橋長392.7 m、幅員4.5 m ）に架け替えらえた。
1972年5月に新しい橋が竣工し、上流側の旧橋は歩行者専用となった。